# Hilary Summers
Hilary Summers (1965) es una contralto lírica galesa, especializada en ópera barroca y del siglo XX y XXI.

## Biografía
Nació en Newport en Gales (Reino Unido). Estudió música en la Universidad de Reading, continuando en la Real Academia de Música y en la Ópera de Londres. Fue miembro del coro del Festival de Glyndebourne y su primer papel operístico fue Schwertleite de la obra de Wagner La valquiria.
Hilary Summers ha trabajado con directores de la talla de Daniel Barenboim, Alan Curtis, Pierre Boulez, Michael Nyman, Sylvain Cambreling, Thomas Hengelbrock y Stephen Cleobury.

### Repertorio contemporáneo
Su voz oscura y profunda, ejemplo de una contralto auténtica, ha hecho que numerosos compositores contemporáneos hayan compuesto papeles y obras para ella, como el rol de Stella en What Next? de Elliot Carter (1999) o Irma en la ópera Le Balcon de Péter Eötvös en 2002. 
Desde ese año, comienza a colaborar con el compositor Pierre Boulez y en 2006 ganan el Premio Grammy a la mejor actuación clásica en la categoría de instrumental solista o solistas con o sin orquesta.
Hilary Summers participa en óperas del siglo XX y XXI como Genevieve de Peleas y Melisande de Claude Debussy, la Condesa Geschwitz de Lulú de Alban Berg, Baba de El progreso del libertino de Ígor Stravinsky, papeles en la óperas de Benjamin Britten Peter Grimes y El sueño de una noche de verano, Mescalina de El gran macabro de György Ligeti o en el estreno en 2009 de la primera ópera de George Benjamin Into the Little Hill o de la ópera Brokeback Mountain de Charles Wourinen en el Teatro Real de Madrid en 2014.
Sin embargo, el artista con quien mantiene una relación profesional más duradera y fructífera es con Michael Nyman. Ha compuesto roles operísticos para ella en Noises, Sounds and Sweet Airs y, sobre todo, Art Banker el papel protagonista de su ópera más famosa Facing Goya(2000). Además, ha participado en numerosas bandas sonoras de Nyman como The Diary of Anne Frank (donde interpreta la hermosísima canción If), The Claim (de Michael Winterbottom) o The Libertin (de Gabriel Aghion). También ha interpretado otras piezas como la colección de canciones basadas en poemas de Paul Celan Six Celan Songs (1990).
Summers también participó en la banda sonora de la segunda entrega de la trilogía de El Señor de los Anillos: las dos torres de Peter Jackson.

### Repertorio barroco
Además, Hilary Summers también ha trabajado con el repertorio barroco, donde más partituras abundan para la cuerda de contralto. Así, Summers se ha convertido en uno de los intérpretes más prolíficos de Georg Friedrich Händel. Ha interpretado en numerosas ocasiones El Mesías, el papel protagonista de Julio César en Egipto, y los roles de Medoro en Orlando, Rosmira en Partenope, Juno en Sémele e Idelberto en Lotario. Hilary Summers ha grabado bastantes de estos trabajos.
Otro personaje de referencia de Summers es la hechicera en Dido y Eneas de Henry Purcell, ópera que llegó a realizar una película para televisión en 2009 dirigida por François Roussillon.
También interpretado numerosas misas de Joseph Haydn.

## Enlaces
- http://www.bach-cantatas.com/Bio/Summers-Hilary.htm
- https://web.archive.org/web/20131113005721/http://www.ingpen.co.uk/artist/hilary-summers/
- https://web.archive.org/web/20130613212840/http://ost.es/es/la-orquesta/hilary-summers
- http://www.elnortedecastilla.es/v/20101012/gps/hilary-summers-contralto-musica-20101012.html
- Hilary Summers interpretando la canción If de Nyman

- Datos: Q3135573